# پانچلا
پانچلا (به انگلیسی: Panchla) یک منطقهٔ مسکونی در هند است که در Panchla community development block واقع شده‌است. پانچلا ۲۶٬۴۳۲ نفر جمعیت دارد و ۷ متر بالاتر از سطح دریا واقع شده‌است.